# Bembicinae

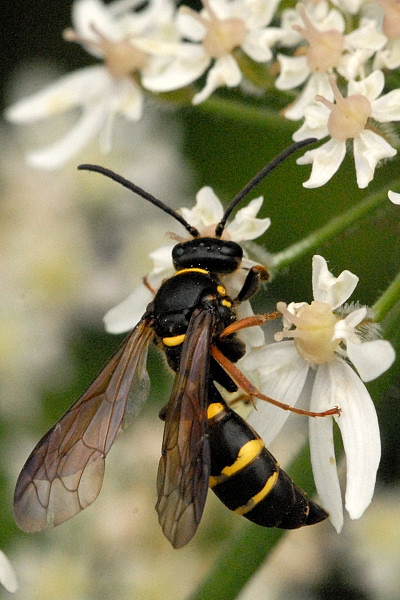
Ragwurz-Zikadenwespe (Argogorytes mystaceus)

Bembicinae ist eine Unterfamilie der Crabronidae innerhalb der Grabwespen (Spheciformes), die weltweit mit etwa 1700 Arten vorkommen. Sie umfasst nach Pulawski (2009) 81 Gattungen in drei Triben. In Europa ist die Unterfamilie mit 149 Arten in 19 Gattungen vertreten. Ihr Hauptverbreitungsgebiet sind die wärmeren Länder. Die Gruppe wurde ursprünglich als Unterfamilie Nyssoninae zu den Sphecidae gestellt.

## Merkmale
Die Arten der Bembicinae besitzen fast alle ein seitlich durch plattenförmige Laminae verbreitertes Mesonotum, welche die Basis der Tegula mehr oder weniger überlappen. Das Jugum der Hinterflügel ist kürzer als die Submedianzelle. Die Vorderflügel haben drei Submarginalzellen. Bei allen Arten außer bei der Tribus Bembicini haben die Schienen (Tibien) der mittleren Beine zwei apikale Sporne.

## Lebensweise
Die meisten Arten versorgen ihre Brut mit Gleichflüglern, es werden jedoch auch Schmetterlinge, Hautflügler, Netzflügler und Libellen gejagt. Einige Arten sind Kleptoparasiten anderer Arten der Unterfamilie. Bei den Bembicini sind drei Viertel aller Arten auf Zweiflügler spezialisiert. Die Nester werden im Erdboden angelegt. Die Weibchen versorgen ihr Nest entweder allein oder parasitieren die Nester anderer Wespen. Erstere legen ein oder mehrere Nester an, indem sie mit den Mandibeln und den Vorderbeinen graben. Viele Arten haben dafür eine Reihe von kurzen Grabdornen an den Vorderbeinen.

## Systematik
Im Folgenden werden alle derzeit anerkannten rezenten Subtaxa bis hinunter zur Gattung sowie die europäischen Arten aufgelistet:
- Tribus Alyssontini Dalla Torre, 1897
  -     - Alysson Panzer, 1806
      - Alysson costai Beaumont 1953
      - Alysson katkovi Kokujev 1906
      - Alysson pertheesi Gorski 1852
      - Alysson ratzeburgi Dahlbom 1843
      - Alysson spinosus (Panzer 1801)
      - Alysson tricolor Lepeletier & Serville 1825

    - Analysson Krombein, 1985
    - Didineis Wesmael, 1852
      - Didineis clavimana Gussakovskij 1937
      - Didineis crassicornis Handlirsch 1888
      - Didineis hispanica Guichard 1990
      - Didineis lunicornis (Fabricius 1798)
      - Didineis pannonica Handlirsch 1888
      - Didineis wuestneii Handlirsch 1888

- Tribus Bembicini Latreille, 1802
  - Subtribus Argogorytina Nemkov and Lelej, 1996
    - Argogorytes Ashmead, 1899
      - Argogorytes fargeii (Shuckard 1837)
      - Argogorytes hispanicus (Mercet 1906)
      - Argogorytes mystaceus (Linnaeus 1761)

    - Neogorytes R. Bohart, 1976
    - Paraphilanthus Vardy, 1995

  - Subtribus Bembicina Latreille, 1802
    - Bembix Fabricius, 1775
      - Bembix bicolor Radoszkowski 1877
      - Bembix bidentata Vander Linden 1829
      - Bembix cinctella Handlirsch 1893
      - Bembix flavescens F. Smith 1856
      - Bembix geneana A. Costa 1867
      - Bembix megerlei Dahlbom 1845
      - Bembix merceti J. Parker 1904
      - Bembix oculata Panzer 1801
      - Bembix olivacea Fabricius 1787
      - Bembix pallida Radoszkowski 1877
      - Bembix rostrata (Linnaeus 1758)
      - Bembix sinuata Panzer 1804
      - Bembix tarsata Latreille 1809
      - Bembix turca Dahlbom 1845
      - Bembix wagleri Gistel 1857
      - Bembix zonata Klug 1835

    - Bicyrtes Lepeletier de Saint Fargeau, 1845
    - Carlobembix Willink, 1958
    - Chilostictia Gillaspy, 1983
    - Editha J. Parker, 1929
    - Glenostictia Gillaspy 1962
    - Hemidula Burmeister, 1874
    - Microbembex Patton, 1979
    - Microstictia Gillaspy, 1963
    - Rubrica J. Parker, 1929
    - Selman J. Parker, 1929
    - Steniolia Say, 1837
    - Stictia Illiger, 1807
    - Stictiella J. Parker, 1917
    - Trichostictia J. Parker, 1929
    - Xerostictia Gillaspy, 1963
    - Zyzzyx Pate, 1837

  - Subtribus Exeirina Dalla Torre, 1897
    - Clitemnestra Spinola, 1851
    - Exeirus Shuckard, 1838
    - Olgia Radoszkowski, 1877
      - Olgia helena Beaumont 1953

  - Subtribus Gorytina Lepeletier de Saint Fargeau, 1845
    - Afrogorytes Menke, 1967
    - Allogorytes R. Bohart, 2000
    - Arigorytes Rohwer, 1912
    - Aroliagorytes R. Bohart, 2000
    - Austrogorytes R. Bohart, 1967
    - Eogorytes R. Bohart 1976
    - Epigorytes R. Bohart, 2000
    - Gorytes Latreille, 1805
      - Gorytes africanus Mercet 1905
      - Gorytes albilabris (Lepeletier 1832)
      - Gorytes fallax Handlirsch 1888
      - Gorytes foveolatus Handlirsch 1888
      - Gorytes kohlii Handlirsch 1888
      - Gorytes laticinctus (Lepeletier 1832)
      - Gorytes neglectus Handlirsch 1895
      - Gorytes nigrifacies (Mocsary 1879)
      - Gorytes planifrons (Wesmael 1852)
      - Gorytes pleuripunctatus (A. Costa 1859)
      - Gorytes procrustes Handlirsch 1888
      - Gorytes quadrifasciatus (Fabricius 1804)
      - Gorytes quinquecinctus (Fabricius 1793)
      - Gorytes quinquefasciatus (Panzer 1798)
      - Gorytes schlettereri Handlirsch 1893
      - Gorytes schmiedeknechti Handlirsch 1888
      - Gorytes sulcifrons A. Costa 1869

    - Hapalomellinus Ashmead, 1899
    - Harpactostigma Ashmead, 1899
    - Harpactus Shuckard, 1837
      - Harpactus affinis (Spinola 1808)
      - Harpactus alvaroi Gayubo 1992
      - Harpactus annulatus Eversmann 1849
      - Harpactus consanguineus (Handlirsch 1888)
      - Harpactus creticus (Beaumont 1965)
      - Harpactus croaticus Vogrin 1954
      - Harpactus elegans (Lepeletier 1832)
      - Harpactus exiguus (Handlirsch 1888)
      - Harpactus fertoni (Handlirsch 1910)
      - Harpactus formosus (Jurine 1807)
      - Harpactus guichardi (Beaumont 1968)
      - Harpactus laevis (Latreille 1792)
      - Harpactus leucurus (A. Costa 1884)
      - Harpactus lunatus (Dahlbom 1832)
      - Harpactus moravicus (Snoflak 1943)
      - Harpactus morawitzi Radoszkowski 1884
      - Harpactus niger (A. Costa 1858)
      - Harpactus picticornis Vogrin 1954
      - Harpactus priscus Ljubomirov 2001
      - Harpactus pulchellus (A. Costa 1859)
      - Harpactus quadrisignatus (Palma 1869)
      - Harpactus schwarzi (Beaumont 1965)
      - Harpactus tauricus Radoszkowski 1884
      - Harpactus tumidus (Panzer 1801)

    - Hoplisoides Gribodo, 1884
      - Hoplisoides craverii craverii (A. Costa 1869)
      - Hoplisoides craverii (A. Costa 1869)
      - Hoplisoides latifrons (Spinola 1808)
      - Hoplisoides punctuosus (Eversmann 1849)

    - Lestiphorus Lepeletier de Saint Fargeau, 1832
      - Lestiphorus bicinctus (Rossi 1794)
      - Lestiphorus bilunulatus A. Costa 1869

    - Leurogorytes R. Bohart, 2000
    - Liogorytes R. Bohart, 1967
    - Megistommum W. Schulz, 1906
    - Oryttus Spinola, 1836
      - Oryttus concinnus (Rossi 1790)
      - Oryttus infernalis (Handlirsch 1888)

    - Psammaecius Lepeletier de Saint Fargeau, 1832
      - Psammaecius punctulatus (Vander Linden 1829)

    - Psammaletes Pate, 1936
    - Sagenista R. Bohart, 1967
    - Saygorytes Nemkov, 2007
    - Stenogorytes Schrottky, 1911
    - Stethogorytes R. Bohart, 2000
    - Tretogorytes R. Bohart, 2000
    - Xerogorytes R. Bohart, 1976

  - Subtribus Handlirschiina Nemkov and Lelej, 1996
    - Ammatomus A. Costa, 1859
      - Ammatomus coarctatus (Spinola 1808)
      - Ammatomus rogenhoferi (Handlirsch 1888)

    - Handlirschia Kohl, 1897
    - Kohlia Handlirsch, 1895
    - Pterygorytes R. Bohart, 1967
    - Sphecius Dahlbom, 1843
      - Sphecius antennatus (Klug 1845)
      - Sphecius conicus (Germar 1817)
      - Sphecius grandis (Say 1823)
      - Sphecius nigricornis (Dufour 1838)
      - Sphecius speciosus (Drury, 1773)

    - Tanyoprymnus Cameron, 1905

  - Subtribus Heliocausina Handlirsch, 1925
    - Acanthocausus Fritz and Toro, 1977
    - Heliocausus Kohl, 1892
    - Tiguipa Fritz and Toro, 1976

  - Subtribus Stizina A. Costa, 1859
    - Bembecinus A. Costa, 1859
      - Bembecinus carinatus Lohrman 1942
      - Bembecinus carpetanus (Mercet 1906)
      - Bembecinus crassipes (Handlirsch 1895)
      - Bembecinus cyprius Beaumont 1954
      - Bembecinus hungaricus (Frivaldszky 1876)
      - Bembecinus insulanus Beaumont 1954
      - Bembecinus meridionalis A. Costa 1859
      - Bembecinus peregrinus (F. Smith 1856)
      - Bembecinus pulchellus (Mercet 1906)
      - Bembecinus tridens (Fabricius 1781)

    - Stizoides Guérin-Méneville, 1844
      - Stizoides crassicornis (Fabricius 1787)
      - Stizoides melanopterus (Dahlbom 1845)
      - Stizoides tridentatus (Fabricius 1775)

    - Stizus Latreille, 1802
      - Stizus aestivalis Mercet 1906
      - Stizus annulatus (Klug 1845)
      - Stizus bipunctatus (F. Smith 1856)
      - Stizus continuus (Klug 1835)
      - Stizus fasciatus (Fabricius 1781)
      - Stizus hispanicus Mocsary 1883
      - Stizus perrisi Dufour 1838
      - Stizus pubescens (Klug 1835)
      - Stizus ruficornis (J. Forster 1771)
      - Stizus rufipes (Fabricius 1804)
      - Stizus tricolor Handlirsch 1892

  - Subtribus Trichogorytina Nemkov and Pulawski, 2009
    - Trichogorytes Rohwer, 1912

- Tribus Nyssonini Latreille, 1804
  -     - Acanthostethus Smith, 1869
    - Antomartinezius Fritz, 1955
    - Brachystegus A. Costa, 1859
      - Brachystegus scalaris (Illiger 1807)

    - Cresson Pate, 1938
    - Epinysson Pate, 1935
    - Foxia Ashmead, 1898
    - Hovanysson Arnold, 1945
    - Hyponysson Cresson, 1882
    - Idionysson Pate, 1940
    - Losada Pate, 1940
    - Metanysson Ashmead, 1899
    - Neonysson R. Bohart, 1968
    - Nippononysson Yasumatsu and Maidl, 1936
    - Nursea Cameron, 1902
    - Nysson Latreille, [1802] (= Synnevrus A. Costa, 1859),
      - Nysson alicantinus Mercet 1909
      - Nysson bohemicus Zavadil 1848
      - Nysson castellanus Mercet 1909
      - Nysson chevrieri Kohl 1879
      - Nysson dimidiatus Jurine 1807
      - Nysson dusmeti Mercet 1909
      - Nysson fraternus Mercet 1909
      - Nysson fulvipes A. Costa 1859
      - Nysson ganglbaueri Kohl 1912
      - Nysson gerstaeckeri Handlirsch 1887
      - Nysson hrubanti Balthasar 1972
      - Nysson ibericus Handlirsch 1895
      - Nysson interruptus (Fabricius 1798)
      - Nysson kolazyi Handlirsch 1887
      - Nysson konowi Mercet 1909
      - Nysson lapillus Beaumont 1965
      - Nysson laufferi Mercet 1904
      - Nysson maculosus (Gmelin 1790)
      - Nysson miegi Mercet 1909
      - Nysson mimulus Valkeila 1964
      - Nysson niger Chevrier 1868
      - Nysson parietalis Mercet 1909
      - Nysson pratensis Mercet 1909
      - Nysson pusillus Beaumont 1953
      - Nysson quadriguttatus Spinola 1808
      - Nysson roubali Zavadil 1937
      - Nysson ruthenicus Birula 1912
      - Nysson spinosus (J. Forster 1771)
      - Nysson susterai Zavadil 1948
      - Nysson tridens Gerstaecker 1867
      - Nysson trimaculatus (Rossi 1790)
      - Nysson varelai Mercet 1909
      - Nysson variabilis Chevrier 1867
      - Nysson decemmaculatus (Spinola 1808)
      - Nysson epeoliformis (F. Smith 1856)
      - Nysson militaris (Gerstaecker 1867)
      - Nysson monachus (Mercet 1909)

    - Perisson Pate, 1938
    - Zanysson Rohwer, 1921

## Belege